# 색스비 챔블리스
클라렌스 색스비 챔블리스(Clarence Saxby Chambliss, 1943년 11월 10일 ~ )는 미국의 정치인이다.

## 학력
- 조지아 대학교 경영학 학사
- 테네시 대학교 법과 대학 법무박사

## 경력
- 1995.01 ~ 2003.01 제104·105·106·107대 미국 조지아 제8선거구 연방하원의원
- 2003.01 ~ 2015.01 제108·109·110·111·112·113대 미국 조지아 연방상원의원
- 2005.01 ~ 2007.01 미국 상원 농업위원회 위원장

## 역대 선거 결과
| 선거명      | 직책명                      | 대수  | 정당   | 1차 득표율 | 1차 득표수  | 2차 득표율 | 2차 득표수  | 결과 | 당락                   |
| ----------- | --------------------------- | ----- | ------ | ---------- | ----------- | ---------- | ----------- | ---- | ---------------------- |
| 1994년 선거 | 하원의원 (조지아 제8선거구) | 104대 | 공화당 | 62.65%     | 89,591표    |            |             | 1위  | 조지아주 하원의원 당선 |
| 1996년 선거 | 하원의원 (조지아 제8선거구) | 105대 | 공화당 | 52.56%     | 93,619표    |            |             | 1위  | 조지아주 하원의원 당선 |
| 1998년 선거 | 하원의원 (조지아 제8선거구) | 106대 | 공화당 | 62.38%     | 87,993표    |            |             | 1위  | 조지아주 하원의원 당선 |
| 2000년 선거 | 하원의원 (조지아 제8선거구) | 107대 | 공화당 | 58.92%     | 113,380표   |            |             | 1위  | 조지아주 하원의원 당선 |
| 2002년 선거 | 상원의원 (조지아 제2부)     | 108대 | 공화당 | 52.77%     | 1,071,153표 |            |             | 1위  | 조지아주 상원의원 당선 |
| 2008년 선거 | 상원의원 (조지아 제2부)     | 111대 | 공화당 | 49.76%     | 1,867,097표 | 57.44%     | 1,228,033표 | 1위  | 조지아주 상원의원 당선 |